# Cynorca
Cynorca — вимерлий рід свиновидих. Знайдений у міоцені й олігоцені США (Каліфорнія, Айдахо, Меріленд, Орегон, Вірджинія, Флорида), а також Панами. Види: Cynorca hesperia, Cynorca occidentale.